# Chomelia glabricalyx
Chomelia glabricalyx là một loài thực vật có hoa trong họ Thiến thảo. Loài này được Steyerm. mô tả khoa học đầu tiên năm 1987.